# Moneygami

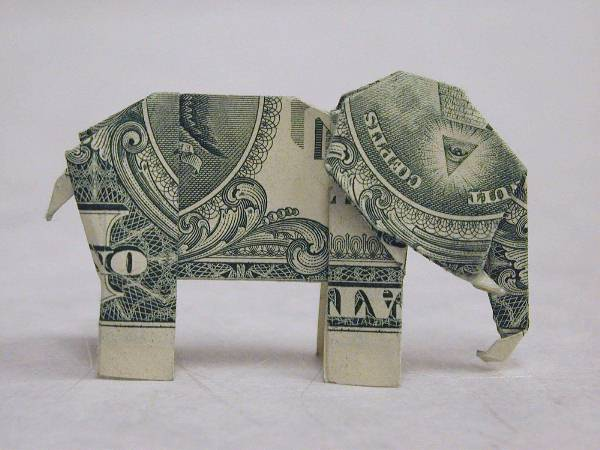
Elefante de papiroflexia hecho con billete de dólar.

Moneygami (también conocido como money-gami) es una rama de la papiroflexia que consiste en la transformación de billetes, en figuras de papel variadas sin uso de pegamento ni tijeras. La palabra es un acrónimo de money ("dinero" en inglés) y origami.
El concepto ha sido popularizado por personas como el artista pop japonés Yosuke Hasegawa, cuyo trabajo ha sido presentado en una exhibición en la Galería de Arte Tadu, y su creación puede funcionar como un comentario cultural sobre el valor que las sociedades materialistas le dan al dinero. Por ejemplo, una pieza de Hasegawa involucra la cabeza doblada del presidente Mao Zedong con un sombrero vaquero en una imagen doble, basada en la famosa foto de Andy Warhol de Elvis Presley.
El nombre alude al origami tradicional, que es el arte japonés de doblar materiales planos, generalmente papel, en figuras que se asemejan a varios objetos. Otros ejemplos de moneygami incluyen doblar billetes en pedazos parecidos a ropa, como billetes de un dólar que se convierten en corbatas de moño.
Las obras de moneygami, además de ser expuestas en exposiciones de arte, son una forma popular de regalar dinero.